# Chelsea Clark
Chelsea Clark, née le 5 mai 1998 à Toronto (Canada), est une actrice canadienne. Elle est connue pour le rôle de Esme Song dans la série télévisée canadiennes Degrassi : La Nouvelle Promo ainsi que le rôle de Norah dans la série Ginny & Georgia.

## Filmographie
- 2010 : Rookie Blue : Dhara Singh
- 2011 : La Vie mouvementée de Tess Foster : Stacey
- 2015 : The Stanley Dynamic : Chelsea
- 2016-2017 : Degrassi : La Nouvelle Promo : Esme Song
- 2018 : Soupçon de magie : Katie
- 2019 : Tokens : Roxie
- 2020 : Let's Go Luna! : uestEverq moneKati / Patra (voix)
- 2021 : Ginny & Georgia : Norah
- 2021 : Kung Fu : Chloe Soong